# LuxLeaks
Luxembourg Leaks (понякога съкратено Lux Leaks или LuxLeaks) е името на финансов скандал, разкрит през ноември 2014 г. от журналистическо разследване, проведено от Международния консорциум от разследващи журналисти. Тя се основава на поверителна информация за данъчните решения на Люксембург, постановени от PricewaterhouseCoopers от 2002 до 2010 г. в полза на свои клиенти. Това разследване довежда до предоставянето на публични данъчни решения за над триста мултинационални компании, базирани в Люксембург.
Едно от изтеклите данъчни решения е подписано от Мариус Кол бивш шеф на люксембургската данъчна агенция Sociétés 6.
Разкритията на LuxLeaks привлякоха международно внимание и коментар относно схемите за избягване на данъци в Люксембург и другаде. Този скандал допринесе за прилагането на мерки, насочени към намаляване на данъчния дъмпинг и регулиране на схемите за избягване на данъци, полезни за мултинационалните компании.
Съдебните аспекти на това дело се отнасят до лицата, обвинени от люксембургското правосъдие за участие в разкритията. Нито една мултинационална компания не е обвинена. Процесът на LuxLeaks се провежда през пролетта на 2016 г. и довежда до осъждане на двамата сигнализиращи. Решението на апелативния процес, постановено през март 2017 г., потвърждава тяхното осъждане. След нова жалба по-висшият съд на Люксембург постановява през януари 2018 г. отделно решение за двамата подсъдими и напълно предоставя статут на сигнализиращ за един от тях.